# Пітер Мокаба (стадіон)
Стадіон Пітер Мокаба (англ. Peter Mokaba Stadium) — футбольний стадіон в Полокване, ПАР. Будівництво стадіону буде завершено в 2010 році і його місткість складе 46,000 чоловік. Стадіон було названо на честь колишнього лідера молодіжної ліги Африканського Національного Конгресу Пітера Мокаби. 
У 2010 році під час Чемпіонату світу з футболу на стадіоні відбулося 4 гри.